# Grupo Recoletos
El Grup Recoletos va néixer a 1992. La fundació està lligada als noms de tres periodistes José María García-Hoz, Joan Kindelán i Juan Pablo de Villanueva, qui el 1977 van crear Punto Editorial i el 1988 el grup Pearson es va convertir en un dels seus principals socis. Actualment, el grup està en mans de Unidad Editorial, propietària també del diari El mundo, que al seu torn està controlada, en un 96%, per l'empresa italiana RCS MediaGroup.
El 1992 es va fusionar amb les editores de  Marca, Expansión, Actualidad Económica i Diario Médico per a crear d'aquesta forma el grup Recoletos. El desembre de 2004, Pearson va deixar el holding amb un 79% a causa de la pèrdua de lectors d'Expansió i la futura aparició de 20 Negocis (diari econòmic gratuït), unit a les diferències en la mateixa editorial, ja que el diari Expansión s'allunyava cada vegada més de la línia del Financial Times (propietat de Pearson).
El 2000, Recoletos va sortir a borsa a 12 euros per acció, després de la venda del 20% del seu principal accionista Pearson. El 2005, un grup de directius al costat dels fons de capital de risc Providence i Mercapital, MBO la compra a 7,2 euros, un 40% per sota del seu col·locació borsària cinc anys abans. Així, Recoletos és la segona pitjor OPV de la història a la borsa espanyola per darrere de la de Terra, que també va cotitzar per primera vegada i va ser exclosa en el mateix període 2000-2005.
El febrer de 2007, RCS MediaGroup anunciava l'adquisició del Grup Recoletos per 1.100 milions d'euros.
- Diaris:  Marca, Expansión, Diario Información (Santiago de Xile), Diario Médico.
- Ràdios: Ràdio Marca.